# José Antonio Urquijo
José Antonio Urquijo (* 16. Dezember 1960 in Villamariño; † 28. März 2021) war ein chilenischer Radrennfahrer.

## Sportliche Laufbahn
Urquijo war im Bahnradsport und im Straßenradsport aktiv. Er war Teilnehmer der Olympischen Sommerspiele 1984 in Los Angeles. Im Sprint unterlag er im Vorlauf gegen den späteren Silbermedaillengewinner Nelson Vails.
Bei den Panamerikanischen Meisterschaften 1980 gewann er die Silbermedaille im Zeitfahren, 1981 die Silbermedaille im Sprint. 1984 gewann bei den Meisterschaften er den Titel im Sprint vor Jairo Meneses. Bei den Panamerikanischen Spielen 1983 gewann er die Bronzemedaille im Sprint.
In der Vuelta Ciclista de Chile 1983 gewann er zwei Etappen, 1984 holte er einen Etappensieg.